# 张允明
張允明（？—？）字克齋，直隶内丘人。中华民国军事将领。

## 生平
張允明曾任直系湖北陸軍第五混成旅旅長，隸属湖北督軍王占元。民国10年（1921年）王占元下台，張允明改隸吳佩孚。民国13年（1924年）江浙戰争爆发，張允明奉派援助江蘇，任援蘇軍總指揮，率部首先占領上海機器廠和上海，欲出任松滬護軍使，但孫傳芳和齊燮元不同意，并將張允明擊溃。張允明乃轉投孫傳芳，任暫編第一師師長。
民国13年（1924年）10月14日，张允明自任松沪护军使。